# Редунка звичайний
Редунка звичайний, або редунка звичайна (Redunca redunca) — це антилопа, яка походить із екваторіальної Африки. Тварина належить до роду Redunca і родини Bovidae. Вперше його описав німецький зоолог і ботанік Петер-Симон Паллас у 1767 році.

## Фізичний опис
Це антилопа середнього розміру. Довжина голови і тулуба зазвичай становить 100–135 см. Самці досягають приблизно 75–89 см в плечі, а самки досягають 69–76 см. Самці зазвичай важать 43–65 кг, а самки 35–45 кг. Кущистий хвіст довжиною 18–20 см. Самці на 10–20% більші за самок і мають більш помітні плями. З підвидів R. r. cottoni найбільший, тоді як R. r. redunca — найменший.
Ця антилопа міцної статури має шерсть від жовтого до сірувато-коричневого. Великі та дифузні сальні залози, присутні на шерсті, роблять шерсть жирною та надають їй сильний запах. Молоді особини темніші за дорослих, а також довгошерсті. Нижня сторона білого кольору. Можна помітити кілька чітких відмітин, наприклад, темну смугу на передній частині кожної передньої ноги; білі відмітини під хвостом; і бліде кільце волосся навколо очей і вздовж губ, нижньої щелепи та верхньої частини горла. Проте R. r. redunca не має темних смуг на передніх лапах. У самців шия товстіша. Великі вуха овальної форми відрізняють її від інших антилоп. Під кожним вухом є кругла гола пляма. Крім сальних залоз, R. redunca має пару пахових залоз і рудиментарних залоз стопи, а також чотири соски. R. redunca може жити щонайменше десять років.
Яскравою ознакою статевого диморфізму є те, що лише у самців є пара коротких, міцних рогів, які відходять від чола назад і трохи зависають вперед. Розміри рогів приблизно 25–35 см. Проте деякі сенегальські особини мають довші та широко розпростерті роги. Порівняно з іншими видами, цей має найкоротші та найбільш гачкуваті роги. Довжина рогів особини певного регіону, здається, певною мірою пов’язана з щільністю населення в цьому регіоні. У той час як короткі роги спостерігаються у особин східної Африки, де популяції розсіяні, довші та широкі роги зустрічаються у тварин долини Нілу, де популяції зосереджені.

## Поширення
Redunca redunca мешкає у вологих луках і болотах, а також у лісах. У північному Камеруні він зустрічається у двох видах середовищ існування: сезонно затоплені луки, багаті травами, такими як Vetiveria nigritana та Echinochloa pyramidalis (у Сахело-Суданському регіоні) та лісисті Ізоберліни (в Судано-Гвінейському регіоні). Redunca redunca, який часто зустрічається на луках, схильних до повеней і посух, може надзвичайно добре адаптуватися до радикальних сезонних змін і лих. Він не настільки широко розповсюджений через свої вимоги до середовища існування. На деяких околицях свого ареалу Redunca redunca ділиться місцем існування з Redunca fulvorufula. Ареали Redunca redunca  та Redunca arundinum значною мірою збігаються в Танзанії.
Ендемік Африки, Redunca redunca походить із Беніну, Буркіна-Фасо, Бурунді, Камеруну, Центральноафриканської Республіки, Чаду, Демократичної Республіки Конго, Ефіопії, Гамбії, Гани, Гвінеї, Гвінеї-Бісау, Кенії, Малі, Мавританії, Нігер, Нігерія, Руанда, Сенегал, Судан, Танзанія і Того. Тварина, можливо, вимерла в Кот-д'Івуарі та Уганді. Раніше широко розповсюджений у західній, центральній та східній Африці, тепер його ареал простягається від Сенегалу на заході до Ефіопії на сході. 